# Hemicephalis grandirena
Hemicephalis grandirena là một loài bướm đêm trong họ Noctuidae.